# Palais Esterházy (Vienne, Kärntner Strasse)
Pour les articles homonymes, voir Palais Esterházy.
Le Palais Esterházy est un édifice viennois qui s'élève sur la Kärntner Strasse dans le quartier central de l'Innere Stadt de Vienne.
Le palais Esterházy est le plus ancien bâtiment de la Kärntner strasse et il est toujours détenu par la famille princière (au titre de grave) des Esterházy.
Au Moyen Âge, il existait deux maisons sur ce site, elles furent construites ensemble au début du XVe siècle. En 1684, le bâtiment est devenu la propriété de Adam Anthony Mann von Falkenberg puis de son fils qui firent construire le palais. Entre 1777 et 1871, le palais appartenait à la famille Károlyi qui conçut la façade actuelle avec le balcon. En 1871, la propriété a été achetée par la famille Esterházy qui ajoutèrent leurs armes dans des cartouches au-dessus de l'entrée principale.
En janvier 1968, le bâtiment a été touché par un incendie et fut presque entièrement détruit. En 1969 une fois restauré et modifié, le palais Esterházy est devenu le Cercle du casino de Vienne.
Un autre palais de Vienne porte également le nom d'Esterházy, il est situé sur la rue Wallnerstraße.